# Кумари, Дипика
«Кумари» — традиционное окончание именной формулы для незамужней девушки в северной Индии.
Дипика Кумари (хинди दीपिका कुमारी; род. 13 июня 1994, Ранчи, Бихар) — индийская лучница, в настоящее время занимает 9-е место в мире, ранее была лидером мирового рейтинга. Специализируется в стрельбе из олимпийского лука. Обладательница двух золотых медалей Игр Содружества 2010 года в индивидуальных соревнованиях и в женском командном зачете вместе с Долой Банерджи и Бомбаялой Деви.
Кумари прошла отбор на летние Олимпийские игры 2012 года в Лондоне, где она участвовала в индивидуальных и в командных соревнованиях среди женщин.
В 2012 году президент Индии Пранаб Мукерджи вручил ей награду Арджуна, вторую высшую спортивную награду Индии. В феврале 2014 года она была удостоена премии FICCI «Спортсмен года». Правительство Индии присудило ей награду Падма Шри в 2016 году.

## Ранние годы
Дипика Кумари родилась в семье Шивнараяна Махато, водителя рикши, и Гиты Махато, медсестры в Медицинском колледже Ранчи. Её родители живут в деревне Рату Чати, в 15 км от Ранчи. В детстве Дипика стреляла по манго камнями, надеясь стать стрелком из лука. В то время средства не позволяли её родителям осуществить мечту Дипики, но девочка стала стрелять из домашних бамбуковых луков и стрел. Двоюродная сестра Дипики, Видья Кумари, в то время лучница, проживающая в Академии стрельбы из лука Тата, помогла ей развить свой талант.

## Карьера
Дипика в 2005 году поступила в Арджунскую академию стрельбы из лука, а в 2006 поступила в Академию стрельбы из лука Тата в Джамшедпуре. Именно здесь она начала свои тренировки с настоящей экипировкой, использующейся в стрельбе из лука. Она также получила 500 рупий в качестве стипендии. В течение первых трёх лет Дипика всего однажды вернулась домой, после того, как выиграла чемпионат мира среди кадетов в ноябре 2009 года.

## Достижения
Дипика стала вторым индийцем, выигравшим международное соревнование по стрельбе из лука, после Палтон Хансда, победителя Кубка мира 2006 года среди юниоров в Мериде, Мексика.
В возрасте 15 лет она выиграла 11-й молодёжный чемпионат мира по стрельбе из лука 2009 в Огдене.
На играх Содружества 2010 года в Дели Дипика выиграла две золотые медали, одну в личном зачете, а другую в соревновании женских команд. За это она была удостоена награды женщинам-спортсменам за «Выдающееся выступление на Играх Содружества».
На Азиатских играх 2010 года, проходивших в Гуанчжоу, Дипика проиграла Квон Ын Силь из Северной Кореи в бронзовом противостоянии личного первенства. Но в составе индийской команды вместе с Римил Бурюли и Долой Банерджи она сумела выиграть медаль. Индийские девушки выиграли матч против Китайского Тайбэя со счётом 218:217.
В мае 2012 года Дипика Кумари выиграла свою первую золотую медаль на этапе Кубка мира в турецкой Антальи. Она победила кореянку Ли Сон Джин со счётом 6:4. Позднее она стала лидером мирового рейтинга в женском олимпийском луке. На Олимпийских играх 2012 года в Лондоне Дипика Кумари проиграла Эми Оливер из Великобритании уже в первом раунде, объяснив плохое выступление температурой и сильным ветром.
22 июля 2013 года она выиграла золотую медаль на третьем этапе Кубка мира по стрельбе из лука в Медельине. 22 сентября 2013 года в Дипика проиграла Юн Ок Хи из Южной Кореи со счетом 4:6 и стала серебряным призёром в финале Кубка мира 2013 года.
В 2014 году Forbes India включил Дипику в список 30 Under 30 в разделе «Спорт». Однако ей не удалось войти в состав национальной сборной в 2014 году после того, как она вылетела за пределы четвёрки на квалификационных турнирах Индии.
В 2015 году на втором этапе Кубка мира Дипика завоевала бронзу в личном зачете. На чемпионате мира 2015 в Копенгагене она выиграла командное серебро вместе с Лакшмирани Маджхи и Римил Бурюли. Исход финального матча решался в перестрелке, где чуть точнее оказалась сборная России. Во второй половине года она завоевала серебряную медаль в финале Кубка мира. В ноябре 2015 года она выиграла бронзовую медаль на чемпионате Азии с Джаянта Талукдар в соревновании смешанных пар, а также серебро в женских командных соревнованиях.
В апреле 2016 года на первом этапе Кубка мира в Шанхае Дипика повторила мировой рекорд Ки Бо Бэ (686 очков из 720).
Дипика Кумари вошла в состав сборной на Олимпийские игры 2016 года в Рио. Дипика Кумари, Бомбайла Деви Лайшрам и Лакшмирани Маджхи заняли седьмое место, обыграв Колумбию в 1/8 финале, но в четвертьфинале уступив россиянкам.
В женском личном турнире Дипика Кумар в первом раунде победила Кристину Эсебуа из Грузии со счетом 6:4. В следующем раунде у Дипики был намного более легкий выход против Гванделины Сартори из Италии. Хотя Дипика проиграла первый сет, матч она выиграла со счётом 6:2 Тем не менее, в 1/8 финала индийская лучница попала на представительницу Китайского Тайбэя Тань Ятин, в поединке с которой не сумела выиграть ни одного сета и завершила соревнования на Олимпиаде.
В ноябре 2019 года Дипика Кумари получила олимпийскую квоту на континентальном квалификационном турнире, проводимом в рамках 21-го чемпионата Азии по стрельбе из лука в Бангкоке.
Дипика завоевала золотую медаль на первом этапе Кубка мира 2021 года в Гватемале, победив в финальной перестрелке американку Маккензи Браун. Обе лучницы попали в «девятку», однако индианка была ближе к центру мишени. В командных соревнованиях индианки завоевали золотую медаль в составе Анкиты Бхакат, Дипики Кумари и Комалики Бари. В финальной перестрелке они оказались сильнее лучниц Мексики.

## В культуре
Биографический документальный фильм Ladies First, выпущенный в 2017 году, был снят Ураазом Балом и его женой Шааной Леви-Баль. Фильм выиграл Лондонский кинофестиваль и был показан на кинофестивале на Майорке в октябре 2017 года. Ladies First также была представлена в категории «Короткие документальные фильмы» на Оскаре.
Этот документальный фильм также был поддержан Манекой Ганди, Министром Кабинета Министров по делам женщин и развития детей, с целью повышения осведомленности о положении женщин в спорте в Индии.